# Philautus hosii
Philautus hosii es una especie de rana que habita en las islas de Saba (en el Caribe) y Borneo.
Esta especie se encuentra amenazada de extinción debido a la destrucción de su hábitat natural.